# Rallidentidae
Rallidentidae is een familie van haften (Ephemeroptera).

## Geslachten
De familie Rallidentidae omvat de volgende geslachten:
- Rallidens Penniket, 1966